# Halowe Mistrzostwa Europy w Lekkoatletyce 1974 – sztafeta 4 × 2 okrążenia mężczyzn
Sztafeta 4 × 2 okrążenia mężczyzn – jedna z konkurencji biegowych rozgrywanych podczas halowych lekkoatletycznych mistrzostw Europy w hali Scandinavium w Göteborgu. Rozegrano od razu bieg finałowy 9 marca 1974. Długość jednego okrążenia wynosiła 196 metrów. Zwyciężyła reprezentacja Szwecji. Tytułu zdobytego na poprzednich mistrzostwach nie obroniła sztafeta Francji, która tym razem zdobyła srebrny medal. 

## Rezultaty

### Finał
Rozegrano od razu bieg finałowy, w którym wzięły udział 2 sztafety.

Opracowano na podstawie materiału źródłowego.
| Miejsce | Reprezentacja | Zawodnicy                                                          | Czas    |
| ------- | ------------- | ------------------------------------------------------------------ | ------- |
| 1       | Szwecja       | Michael Fredriksson, Gert Möller, Anders Faager, Dimitrie Grama    | 3:04,55 |
| 2       | Francja       | Pierre Bonvin, Patrick Salvador, Daniel Vélasques, Lionel Malingre | 3:05,46 |